# 入不二基義
入不二 基義（いりふじ もとよし、1958年11月11日 - ）は、日本の哲学者。専門は分析哲学、倫理学、論理学。山口大学助教授を経て青山学院大学教育人間科学部教授。

## 経歴
神奈川県立湘南高等学校卒。高校時代は文芸部に所属し、同級生に阿部嘉昭や今野真二がいる。
東京大学文学部哲学科卒。東京大学大学院人文科学研究科哲学専門課程修士課程修了。東京大学大学院人文科学研究科哲学専門課程博士課程単位取得。最終学位は、文学修士（東京大学）。
駿台予備学校英語科講師、山口大学助教授を経て、2004年より青山学院大学教育人間科学部教授。

## 人物
- 51歳でレスリングを始めて[2]、試合にも出場する現役のレスラーである。
- 朝日カルチャーセンター講師としても活動している。

## 苗字
本人によれば、入不二（いりふじ）という珍しい名字は、大乗仏教の経典『維摩経』にある「入不二法門」（にゅうふにほうもん）の話に由来するという。
「入不二」（にゅうふに）とは善と悪、生と死、真と偽といった二項対立型の概念について、それら二つのものは本来ひとつのものである（不二）ということを知る、悟る（不二に入る）といった意味の言葉。

## 著書
- 『〈思考する〉英文読解』（駿台文庫、駿台レクチャー叢書） 1993
- 『相対主義の極北』（春秋社） 2001、ちくま学芸文庫 2015
- 『時間は実在するか』（講談社現代新書） 2002
- 『ウィトゲンシュタイン - 「私」は消去できるか』（日本放送出版協会、シリーズ・哲学のエッセンス） 2006
- 『時間と絶対と相対と - 運命論から何を読み取るべきか』（勁草書房） 2007
- 『哲学の誤読 - 入試現代文で哲学する!』（ちくま新書） 2007
- 『足の裏に影はあるか? ないか? 哲学随想』（朝日出版社） 2009
- 『あるようにあり、なるようになる - 運命論の運命』（講談社） 2015
- 『現実性の問題』（筑摩書房） 2020
- 『問いを問う - 哲学入門講義』（ちくま新書） 2023

### 共著
- 『大学デビューのための哲学』（霜栄, 大島保彦共著、はるか書房） 1992
- 『哲学者たちは授業中』（入江幸男, 松葉祥一, 上野修, 大島保彦共著、ナカニシヤ出版） 1997
- 『〈私〉の哲学を哲学する』（永井均, 上野修, 青山拓央共著、講談社） 2010
- 『Q わたしの思考探究 1』（NHK「Q」制作班編、NHK出版） 2011
- 『哲学の挑戦』（西日本哲学会編、春風社） 2012
- 『子どもの難問』（野矢茂樹編、中央公論新社） 2013
- 『現代哲学ラボ 第1号：入不二基義のあるようにありなるようになるとは?』（哲楽編集部編、MIDアカデミックプロモーションズ） 2016
- 『香山リカと哲学者たち』（中島義道, 永井均, 入不二基義, 香山リカ、ぷねうま舎） 2017.3
- 『運命論を哲学する』（森岡正博共著、明石書店、現代哲学ラボ・シリーズ） 2019
- 『アントニオ猪木とは何だったのか』（香山リカ, 水道橋博士, ターザン山本, 松原隆一郎, 夢枕獏, 吉田豪共著、集英社新書） 2023

### 編著
- 『英語で読む哲学』（北野安寿子, 小池翔一, 小山悠, 壁谷彰慶, 今村健一郎著、研究社） 2013

## 論文
- 国立情報学研究所収録論文 - 国立情報学研究所
- 「二つの頂点—『英文解釈教室』と『ビジュアル英文解釈』— - archive.today（2011年1月1日アーカイブ分） (PDF) 」　『現代英語研究』（廃刊）、研究社、1995年5月号。